# 瀧川資清
瀧川資清（生年不詳－沒年不詳）是日本戰國時代武將。通稱八郎、久助、瀧川三郎。還有瀧川一勝的名字。父親是高安貞勝。兒子是瀧川一益，但是不能確認。

## 生平
紀氏和伴氏的末裔，近江國甲賀郡大原村的土豪，但是詳細情況不明。原本稱高安氏，但是把居城讓給嫡子範勝，自身在瀧城成為分家並成為瀧川氏。後來把城主之位讓給次子一益。